# Џејмс Брендан Коноли
Џејмс Брендан Коноли (енгл. James Brendan Connolly; Бостон, САД, 28. новембар 1868 — Њујорк, САД, 20. јануар 1957), амерички студент Харвард универзитета, атлетичар ирског порекла, први олимпијски победник I. Олимпијских игара модерног доба Атина 1896.
Прва медаља у Атини, 6. априла 1896. додељена је за победу у троскоку (13,71 м). На истим играма Коноли је освојио сребрну медаљу у скоку увис (1,65 м), те бронзу у скоку удаљ 5,84 м.
На Олимпијским играма у Паризу 1900. својој је збирци додао и сребро, опет у троскоку (13,97 м).
Иако су браћа Лимијер - Огист и Луј већ у децембру 1895. у Паризу приказали своје „живе слике“, филмских камера у Атини на Првим олимпијским играма - није било. Атинским фотографима морамо бити захвални за сва сведочанства о обновљеним олимпијским играма, њима једино можемо захвалити што знамо како је изгледао први олимпијски победник Џејмс Брандон Коноли.
На Олимпијским међуиграма у Атини 1906. покушао је поново, али није постигао ранији успех, у троскоку је био 18, а у скоку удаљ 27.
Џејмс Брендан Коноли је био и плодан амерички писац, са објављених 25 новела и много кратких прича. Бавио се и новинарством и извештавао је са ратишта у Шпанско-америчком рату, Првом светском ратu и Ирском рату за независност. У Joe Moakley Park у Јужном Бостону подигнут мму је споменик